# Munseyella
Munseyella is een geslacht van kreeftachtigen uit de klasse van de Ostracoda (mosselkreeftjes).

## Soorten
- Munseyella adaluma McKenzie, Reyment & Reyment, 1993 †
- Munseyella bermudezi Bold, 1966 †
- Munseyella bissetae Dingle, 2003
- Munseyella bolli Bold, 1966 †
- Munseyella brevis Swanson, 1979
- Munseyella bungoona McKenzie, Reyment & Reyment, 1993 †
- Munseyella dedeckeri (Swanson, 1980)
- Munseyella dedeckkeri (Swanson, 1980) Hartmann, 1982
- Munseyella dunoona McKenzie, Reyment & Reyment, 1993 †
- Munseyella eggerti Dingle, 1993
- Munseyella fuegoensis Echevarria, 1987 †
- Munseyella hatatatensis Ishizaki, 1966 †
- Munseyella hokkaidoana (Hanai, 1957)
- Munseyella huantraicoensis Bertels, 1969 †
- Munseyella hyalokystis (Munsey, 1953) Bold, 1957 †
- Munseyella inulia Hu & Tao, 2008
- Munseyella israelskyi Marianos & Valentine, 1958 †
- Munseyella japonica (Hanai, 1957)
- Munseyella josti Kotzian in Bertels, Kotzian & Madeira-Falcetta, 1982
- Munseyella jungi Bold, 1988 †
- Munseyella laurea Bertels, 1973 †
- Munseyella lens Bold, 1972 †
- Munseyella libita Hu & Tao, 2008
- Munseyella louisianensis Kontrovitz, 1976
- Munseyella machaquillaensis (Bold, 1946) Bold, 1961 †
- Munseyella melzeri Brouwers, 1990
- Munseyella minima Bertels, 1975 †
- Munseyella minuta (Bold, 1946) Bold, 1957 †
- Munseyella modesta Swanson, 1979
- Munseyella morrisi Triebel, 1957 †
- Munseyella muehlemanni Bold, 1957 †
- Munseyella narringa McKenzie, Reyment & Reyment, 1993 †
- Munseyella oblonga Chen in Hou, Chen, Yang, Ho, Zhou & Tian, 1982
- Munseyella oborozukiyo Yajima, 1982 †
- Munseyella pedroensis Triebel, 1957 †
- Munseyella pseudobrevis Ayress, 1995 †
- Munseyella punctata Whatley & Downing, 1983
- Munseyella punctata Bold, 1958 †
- Munseyella pupilla Chen in Hou, Chen, Yang, Ho, Zhou & Tian, 1982
- Munseyella pusilla Hao (Yi-Chun) in Ruan & Hao (Yi-Chun), 1988
- Munseyella pytta McKenzie, Reyment & Reyment, 1993 †
- Munseyella rectangulata Swanson, 1969 †
- Munseyella reticulata Bold, 1960 †
- Munseyella reticulosa Ruan in Zeng, Ruan, Xu, Sun & Su, 1988
- Munseyella ristveti Brouwers, 1990
- Munseyella sanmatiasensis Echevarria, 1989 †
- Munseyella santacrucensis Kielbowicz, 1988 †
- Munseyella saundersi Bold, 1988 †
- Munseyella similis Triebel, 1957 †
- Munseyella simplex Chen in Yang, Chen & Wang, 1990 †
- Munseyella sjplendida Whatley & Downing, 1984 †
- Munseyella subminuta (Puri, 1954) Bold, 1958 †
- Munseyella tuberculata Neale, 1975 †
- Munseyella undulata Whatley, Moguilevsky, Toy, Chadwick, Ramos, 1997
- Munseyella vandenboldi Sanguinetti, 1979 †
- Munseyella vcostata Hu, 1976 †